# Stefan Pomerenke
Stefan Pomerenke (* 4. Juli 1973 in Neuruppin) ist ein deutscher Volleyballspieler. Als Beachvolleyballer nahm er 1997 mit Sven Anton an der ersten offiziellen Beachvolleyball-Weltmeisterschaft teil.

## Karriere Hallen-Volleyball
Pomerenke spielte in der Junioren-Nationalmannschaft und bis 1999 beim Bundesligisten Post Telekom Berlin, unter anderem mit Frank Dehne, Frank Winkler, Lars Nilsson, Ilja Wiederschein, André Barnowski, André Fröhlich und seinem Beachpartner Sven Anton. Unter Trainer Michael Mücke erreichte der Verein 1995 das Finalturnier um den DVV-Pokal und gewann das Spiel um den dritten Platz gegen den Dürener TV, nachdem man im Viertelfinale überraschend den späteren deutschen Meister ASV Dachau ausgeschaltet hatte. 1999 wechselte Pomerenke zum Lokalrivalen Eintracht Innova Berlin. Nach nur einer Saison verließ der Außenangreifer Berlin und ging zum bayerischen Ligakonkurrenten ASV Dachau. Hier spielte er bis 2005 in der Ersten und dann bis 2008 in der Zweiten Bundesliga. Danach spielte Pomerenke noch in der Regionalliga beim TSV Starnberg und in der Bayernliga und Seniorenmannschaft bei ASV Dachau III.

## Karriere Beachvolleyball
Neben seiner Karriere als Hallenvolleyballer spielte Pomerenke seit 1995 in der Sommerpause der Bundesliga mit seinem damaligen Mitspieler Sven Anton Beachvolleyball. Beim heimischen Weltserienturnier der FIVB in Berlin im Jahr 1996 gelang es dem Duo erstmals, sich für die Hauptrunde eines internationalen Turniers zu qualifizieren, in der überraschend ein Sieg gegen den mehrfachen Weltserien-Gesamtsieger Sinjin Smith und dessen Partner Carl Henkel gelang. Am Ende erreichten Anton/Pomerenke sowohl in Berlin als auch beim nächsten Turnier in Durban den 17. Platz. Von 1996 bis 1999 trat das Duo bei insgesamt 17 Turnieren der Weltserie an (davon 14 allein in den Jahren 1997 und 1998); beste Platzierung war ein 13. Platz in Berlin 1997. Im selben Jahr erreichte man bei der ersten offiziellen Beachvolleyball-WM in Los Angeles Rang 17, gleichauf mit Krank/Oetke und den Olympiadritten Ahmann/Hager. Während sich andere deutsche, international aktive Beachduos dieser Zeit wie Ahmann/Hager und Dieckmann/Dieckmann vornehmlich auf Beachvolleyball konzentrierten, gehörten Anton und Pomerenke auch zur Bundesliga-Stammbesetzung ihres damaligen Vereins.
Auf nationaler Ebene agierte das Duo Anton/Pomerenke erfolgreicher. So belegte man zeitweise den zweiten Platz der deutschen Rangliste und erreichte 1997 den dritten Platz der deutschen Meisterschaft mit einem Sieg gegen die Dieckmann-Zwillinge. Das Duo trennte sich nach der Beachsaison 1999, als Sven Anton nach Düren wechselte.

## Privates
Stefan Pomerenkes zwölf Jahre jüngerer Bruder Martin spielt ebenfalls Volleyball.